# Bota de Oro 1988-89

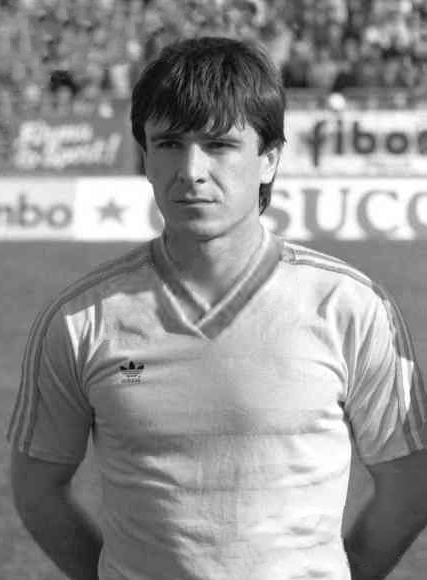
Dorin Mateuţ, ganador en 1988-89.

La Bota de Oro 1988-89 fue un premio entregado por la European Sports Magazines al futbolista que logró la mayor cantidad de goles en la temporada europea.
El ganador de este premio fue el jugador rumano Dorin Mateuţ por haber conseguido 43 goles en la Liga I. Mateuţ ganó la bota de oro cuando jugaba para el equipo FC Dinamo București.

## Resultados
| Posición | Futbolista   | Club                 | Campeonato           | Goles |
| -------- | ------------ | -------------------- | -------------------- | ----- |
| 1        | Dorin Mateuţ | FC Dinamo București  | Liga I               | 43    |
| 2        | Marcel Coraș | Victoria de Bucarest | Superliga de Turquía | 36    |
| 3        | Baltazar     | Atlético de Madrid   | La Liga              | 35    |